# Empezar desde tres
Empezar desde tres (título original en italiano: Ricomincio da tre) es una película cómica italiana de 1981 escrita, dirigida e interpretada por Massimo Troisi.

## Argumento
Gaetano es un joven napolitano tímido y simpático que se traslada a Florencia en busca de nuevas experiencias. En la ciudad toscana conoce a varios personajes, enfrentándose a diversas situaciones cómicas. También conoce a Marta, una enfermera apasionada por la escritura, con la que inicia una atormentada relación amorosa.

## Reparto
- Massimo Troisi como Gaetano
- Fiorenza Marchegiani como Marta, la novia de Gaetano
- Lello Arena como Raffaele "Lello" Sodano, un amigo de Gaetano que se reúne con él en Florencia
- Lino Troisi como Ugo, el padre de Gaetano
- Deddi Savagnone como la madre de Gaetano
- Cloris Brosca como Rosaria, la hermana de Gaetano
- Marina Pagano como Antonia, una tía de Gaetano que vive en Florencia
- Renato Scarpa como Robertino, un joven antisocial oprimido por su madre
- Laura Nucci como Ida, la madre de Robertino
- Vincent Gentile como Frankie, un predicador estadounidense
- Marco Messeri como el paciente mental
- Michele Mirabella como el motorista deprimido
- Jeanne Mas como Jeanne, una amiga de Marta
- Luciano Crovato como Alfredo, un amigo de Gaetano
- Carmine Faraco como Salvatore, un amigo de Gaetano
- Patrizio Rispo como Patrizio, un amigo de Gaetano
- Giuseppe Borrelli como un amigo de Gaetano
- Marta Bifano como la monja
- Michetta Farinelli como Silvia
- Giuliano Santi como Umberto

## Premios y candidaturas
David di Donatello 1981
| Categoría                | Persona                         | Resultado  |
| ------------------------ | ------------------------------- | ---------- |
| Mejor película           |                                 | Ganadora   |
| Mejor actor protagonista | Massimo Troisi                  | Ganador    |
| Mejor guion              | Massimo Troisi                  | Candidato  |
| Mejor productor          | Fulvio Lucisano y Mauro Berardi | Candidatos |

Nastro d'argento 1981
| Categoría                   | Persona                         | Resultado |
| --------------------------- | ------------------------------- | --------- |
| Mejor director principiante | Massimo Troisi                  | Ganador   |
| Mejor actor principiante    | Massimo Troisi                  | Ganador   |
| Mejor guion                 | Massimo Troisi                  | Ganador   |
| Mejor productor             | Fulvio Lucisano y Mauro Berardi | Ganadores |
| Mejor actor principal       | Massimo Troisi                  | Candidato |
| Mejor actor segundario      | Lello Arena                     | Candidato |

Globo d'oro 1981
| Categoría              | Persona        | Resultado |
| ---------------------- | -------------- | --------- |
| Mejor ópera prima      | Massimo Troisi | Ganador   |
| Mejor actor revelación | Massimo Troisi | Ganador   |

Grolla d'oro 1981
| Categoría                 | Persona              | Resultado |
| ------------------------- | -------------------- | --------- |
| Mejor actor principiante  | Massimo Troisi       | Ganador   |
| Mejor actriz principiante | Fiorenza Marchegiani | Ganadora  |